# Bob Alcivar
Bob Alcivar (* 8. července 1938 Chicago, Illinois, USA) je americký hudebník, hudební producent, aranžér, skladatel a dirigent. Studoval hru na klavír na Cornish College of the Arts v Seattlu.
Jeho synem je Jim Alcivar, člen skupiny Montrose.